# Taça Governador de Sergipe de Futsal de 2015
A Taça Governador de Sergipe de Futsal de 2015, também conhecida como Taça Governador de Futsal, é a 1ª edição do torneio da modalidade. Oito equipes participaram da competição, disputada em 3 fases. O campeão garante vaga na Liga Nordeste de Futsal de 2016.

## Participantes em2015
Participam da taça:
| Equipe        | Cidade                  | Títulos        |
| Gararu        | Gararu                  | 0 (não possui) |
| Boquim        | Boquim                  | 0 (não possui) |
| Rio Branco    | Capela                  | 0 (não possui) |
| Glória        | Nossa Senhora da Glória | 0 (não possui) |
| Real Moitense | Moita Bonita            | 0 (não possui) |
| Sergipense    | Aracaju                 | 0 (não possui) |
| Itabaiana     | Itabaiana               | 0 (não possui) |
| Mega Forma    | Aracaju                 | 0 (não possui) |

## Desempenho por rodada
| Grupo | 1   | 2 | 3 | 4 | 5 |
| A     | GLÓ |   |   |   |   |
| B     | RMT |   |   |   |   |

| Grupo | 1   | 2 | 3 | 4 | 5 |
| A     | RBR |   |   |   |   |
| B     | SER |   |   |   |   |

### Fase final
|  | Semifinais | Semifinais | Semifinais | Semifinais |  |  | Final | Final | Final | Final |
|  |            |            |            |            |  |  |       |       |       |       |
|  |            |            |            |            |  |  |       |       |       |       |
|  |            |            |            |            |  |  |       |       |       |       |
|  |            |            |            |            |  |  |       |       |       |       |
|  |            |            |            |            |  |  |       |       |       |       |
|  |            |            |            |            |  |  |       |       |       |       |
|  |            |            |            |            |  |  |       |       |       |       |
|  |            |            |            |            |  |  |       |       |       |       |
|  |            |            |            |            |  |  |       |       |       |       |

| Taça Governador de Sergipe de Futsal de 2015 |
| Sergipe                                      |
| -------------------------------------------- |
| Clube Campeão (? título)                     |

## Premiação
| Taça Governador de Sergipe de Futsal de 2015 |
| Sergipe                                      |
| -------------------------------------------- |
| Clube Campeão (? título)                     |

| Vice Campeão: | Terceiro colocado: | Quarto colocado: | Artilheiro: |
| ------------- | ------------------ | ---------------- | ----------- |
|               |                    |                  | Brasil      |